# Suspensa
Suspensa (zawieszenie) – kara kościelna w Kościele katolickim stosowana tylko wobec duchownych, polegająca na zakazie lub ograniczeniu suspendowanym kapłanom możliwości pełnienia przez nich czynności im przynależnych z racji stanu, funkcji (odprawiania mszy świętej, wykonywania jurysdykcji, nauczania, podejmowania aktów władzy, pobierania dochodów).
Może dotyczyć wszystkich lub tylko niektórych aktów władzy święceń, aktów władzy rządzenia bądź też wykonywania uprawnień lub zadań związanych z urzędem. Karę może nałożyć tylko przełożony, któremu podlega ukarany i wyłącznie w takim zakresie, w jakim mu podlega. Nie dotyczy prawa do mieszkania posiadanego z racji urzędu oraz prawa do zarządzania dobrami należącymi do pełnionego urzędu (jeśli kara wiąże mocą samego prawa).
O karze suspensy mówi kan. 1333 obowiązującego Kodeksu prawa kanonicznego.
Dawniej także oznaczało to zawieszenie mocy obowiązującej jakiegoś prawa lub rozporządzenia.